# Ernesto Dudok
Ernesto Simón Dudok Parrilla (Montevideo, Uruguay, 14 de enero de 1987) es un futbolista uruguayo. Juega de mediocampista y su último equipo fue el Central Español Fútbol Club de la Segunda División Profesional de Uruguay. 

## Clubes
| Club                                   | País    | Año         |
| -------------------------------------- | ------- | ----------- |
| Racing de Montevideo                   | Uruguay | 2005 - 2017 |
| Club Atlético Villa Teresa             | Uruguay | 2017-2018   |
| Racing Club de Montevideo              | Uruguay | 2018-2019   |
| Club Social y Deportivo Villa Española | Uruguay | 2019        |
| Central Español                        | Uruguay | 2020        |